# Руско-српски хуманитарни центар
Руско-српски хуманитарни центар (рус. Российско-сербский гуманитарный центр; скр. РСХЦ) међународна је непрофитна организација са седиштем у Нишу. Налази се у близини нишког аеродрома Константин Велики.
Центар ради у Србији и суседним земљама. Придружени је члан Међународне организације цивилне одбране (ICDO).
Центар је дизајниран за брзо враћање у случају пожара, елементарних непогода и технолошких катастрофа. Такође је задужена за уклањање заосталих експлозивних направа заосталих од НАТО бомбардовања Југославије. Поред ових задатака, пружа и хуманитарну помоћ особама погођеним ванредним ситуацијама, као и активности обуке и развоја вештина у области превенције и отклањања ванредних ситуација.

## Историја

### Оснивање
Руско-српски хуманитарни центар основан је 25. априла 2012. године, након потписивања Споразума о сарадњи између Владе Руске Федерације и Владе Републике Србије, на иницијативу Сергеја Шојгуа. Потписници споразума су: Ивица Дачић, тадашњи потпредседник Владе Србије и министар унутрашњих послова Србије Владимир Пучков, тадашњи заменик министра за ванредне ситуације Русије.
Дачић и Пучков су 25. априла 2013. године потписали закључке о областима активности које ће Центар пружати, уз очекивања да ће Центар почети да ради пуним капацитетом до краја 2013. године.

### Притисак запада
Руски званичници су 2017. године покренули иницијативу да Центар и његови запослени добију дипломатски статус, али она је наишла на неодобравање западних земаља. Дачић, потпредседник Владе Србије, изјавио је да се иницијатива политизује.
У јуну 2017. године Марија Захарова, директорка Одељења за информисање и штампу Министарства спољних послова Русије, назвала је ове „наводе о шпијунирању“ апсурдним. Хојт Брајан Ји, заменик помоћника америчког секретара за европске и евроазијске послове, одговорио је да Центар у оваквом облику не представља претњу, али да је оно што би могао да постане озбиљан проблем.
Директор Центра је објаснио да би са дипломатским статусом Центар имао пореске олакшице за плаћање опреме и свих осталих трошкова.
Амбасадор Сједињених Америчких Држава у Србији Кајл Рендолф Скот оштро се успротивио овој идеји, рекавши да „ако се запосленима у Центру дају дипломатски пасоши, увид у њихове активности не би био могућ“. Тиме је наговестио да ће Руси добити војно присуство у Србији.
У августу 2017. године, током посете Србији, амерички сенатор Рон Џонсон позвао је Владу Србије да не даје дипломатски статус Центру, јер би то могло „утицати на српску економију и западне директне инвестиције“ у будућности.